# 王源 (歌手)
王源（ワン・ユエン、英語: Roy Wang、2000年11月8日 - ）は、中国の歌手、シンガーソングライター、俳優。アイドルグループ・TFBOYSのメンバー。国連児童基金（ユニセフ）親善大使。

## 来歴

### 芸能界入り
2000年11月8日、自動車関連の中小企業を営む一般家庭の息子として重慶市に生まれる。父親が仕事で忙しくしていたため、子育ては主に母親が担った。母親からはストレスを与えられることなく育てられ、自らの意思を非常に尊重されたという。
2011年、たまたまTFエンターテインメントの宣伝チラシを受け取ったことからレッスンに参加し、TFエンターテインメントのジュニアメンバーとしてTF家族の練習生となる。
2013年8月6日、王俊凱、易烊千璽とともに3人組アイドルグループ・TFBOYSを結成し、メジャーデビューを果たす。2015年には10代の人物として初めて新浪微博で1000万人のフォロワーを獲得する。

### 単独俳優デビュー
2015年4月、郭敬明監督による中国初のCG映画『爵跡』に出演し、TFBOYSのメンバーの中で最初に単独映画デビューを果たす。仮想空間での演技は初めてだったが、郭監督からは動作、表情、台詞回しについて高い評価を得た。映画録音技術者の陶経からも「この坊や（王源）は今後、絶対にとてもいい俳優になるよ。アフレコ能力だけなら今の大半の中国の俳優よりも上手い。王源くんには優秀な俳優の素質がある」と台詞回しを絶賛された。映画の公開後、観客からは王源のイメージの変化に驚く声が上がるとともに、王源の演技を称賛する意見が巻き起こった。
同年9月、小説『誅仙』を原作とするドラマ『青雲志 〜天に誓う想い〜』で主人公・張小凡の少年時代を演じた。撮影終了後、『青雲志』総企画者であり白玉蘭賞審査員である姜磊からは「私はこの仕事を13年間やってきたが、王源は私がこの13年間で2番目に出会った非常に才能がある俳優だ。彼の表情一つで胸が張り裂けんばかりの気持ちが伝わってくる」と演技を高く評価された。

### ソロ活動の展開
2015年11月8日、自身の15歳の誕生日記念コンサートを開催し、自ら作詞・作曲したソロシングル「あなたに出会ったから」を弾き語りする。この曲はファンへの感謝の気持ちを表現した楽曲だった。コンサートではソロダンスも初めて披露し、王子のように優雅に舞う姿はファンの黄色い声を招く。「あなたに出会ったから」は2016年に正式にリリースされ、「第9回都市至尊音楽ランキング年度リスナーの最愛の新人」称号と「2016アジア新曲ランキング年度十大金曲賞」を獲得するに至った。
2016年には雑誌『時尚COSMOPOLITAN』の表紙モデルに起用され、中国のファッション5大誌で表紙を飾った初めての「00後」世代となった。王源が表紙モデルを務めた号は48秒間で71,319冊の個人販売量を記録し、業界の売上記録を塗り替えた。王源はその後も続々と各ファッション雑誌の表紙モデルに起用され、ファッション界の新星となった。
2016年5月、重慶市文明旅行公益大使に就任。さらに、中国共産党中央部が発行する最古の媒体『中国青年』の2017年版モデル第1号に起用される。また、芸能界と「00後」世代の優秀な代表者としても2017年版の第1号モデルとして表紙を飾った。

### バラエティでの活躍
2016年8月、美拍のアプリで火鍋の食事の様子を生配信して人気を獲得する。10月には母校・重慶南開中学校の80周年祝賀会のためにシングル「最も美しい時間」を作詞・作曲した。11月8日、16歳の誕生日記念コンサートで歌詞がすべて英語の楽曲を初めて書き下ろし、自らが憧れる林俊傑が作詞・作曲したシングル「成長後の世界」を初めてダンス付きで歌唱した。
同年12月、浙江衛視のゲームバラエティ番組『王牌對王牌』第2シーズンのキャプテン役として、初めてテレビのバラエティ番組のレギュラーを持つ。その持ち前のキャラクターは視聴者の好評を呼び、番組の視聴率を何度も首位に導いた。これをきっかけに多くのバラエティ番組から出演のオファーが舞い込むようになり、2016年と2017年には2年連続でCCTVの年越し番組『春節連歓晩会（春晩）』でパフォーマンスを披露した。

### 青年世代の模範へ
2017年1月、中国の青年代表として国連経済社会理事会の「青年フォーラム2017」に出席し、「持続可能な開発目標（SDGs）」のうち「質の高い教育をみんなに」について英語でスピーチを行う。中国の芸能人が国連青年フォーラムに招待されたのはこれが史上初であり、中国の青少年アイドルが国連の舞台に立ったのもこれが史上初であった。同年4月には国連から「暢想2030」優秀提唱者賞を授与され、6月には国連児童基金（ユニセフ）青年教育特使に任命された。
2017年4月、中国国内で最も発行部数が多い人民日報社の総合雑誌『環球人物』の「五四運動特別号」でインタビューを受ける。5月4日には人民大会堂での五四青年座談会で中国共産党中央宣伝部から「五四優秀青年」の称号を授与され、「優秀な青年アイドル」のみならず「優秀な青年」の模範と位置付けられた。8月1日、現代の『史記』とも称される人民出版社の雑誌『人物』の8月号で表紙モデルに起用されるとともに、約2万5千字にわたるインタビューでこれまでの経歴を振り返った。
同年9月、王源個人事務所を設立し、東方衛視のリアリティ番組『青春旅社』の収録に参加した。同年11月2日、アメリカ合衆国の雑誌『タイム』が選ぶ「2017 最も影響力のあるティーン30人」のうちの一人に中国の芸能人として唯一選出される。

### 音楽活動の充実
2018年9月28日、シティ・フィールドで行われたメッツ対マーリンズ戦の始球式に登板し、MLBの始球式に参加した史上初の中国の芸能人となる。同年11月、国連児童基金（ユニセフ）親善大使に任命される。
2019年1月、バークリー音楽大学に入学。3月、iQIYIの音楽コンテスト番組『我是唱作人』第1シーズン前半に参加する。8月31日、南京オリンピック・スポーツセンターでソロコンサート『源』を開催した。
2020年1月、主演ドラマ『天帝の剣〜大主宰〜』がiQIYIで配信を開始する。同年11月8日に配信された20歳の誕生日記念コンサート『「朝暮」王源20岁的一天』は累計視聴者数3,200万人を記録し、QQ音楽のこれまでの最高累計視聴者数を更新した。同年12月、CDアルバム『夏野了』初回限定盤が発売と同時に即完売したため、王源個人事務所とQQ音楽の調整によって公式盤が追加発売された。
2021年、Z世代を代表するミュージシャンとして、ロックのパイオニア・張楚とともに『ローリング・ストーン』中国版のカバーキャラクターとなる。2月11日にはCCTVの『春節連歓晩会（春晩）』に出演し、翌12日には北京衛視の『北京衛視春節祭典』でパフォーマンスを披露した。同年7月、レギュラーを務める謎解きバラエティ番組『奇異劇本鯊』がiQIYIで放送を開始した。

### 全国大都市ツアー
2023年4月から5月にかけてコンサートツアー『客厅狂欢巡回演唱会』を上海、広州、重慶の全国3都市で開催し、5月27日にTikTokで配信された生配信は3,850万8,000人に視聴された。同年6月、ピクサーのアニメ映画『マイ・エレメント』の中国版主題歌「下个路口」を発表する。6月9日、第25回上海国際映画祭に映画『盜火者』『我看見兩朵一樣的雲』の主演俳優として出席し、レッドカーペットを歩いた。6月29日に放送を開始したCCTVのGP帯ドラマ『追光的日子』では主演を務め、休学していた高校生・高遠役を演じるとともに主題歌も担当した。
人民日報社の雑誌『環球人物』で毎月のコラム「王源説」を2018年2月16日号から連載し、同誌が創刊して以来最長の連載コラムとなっていたが、2024年1月16日号をもって休載することを宣言した。知識を蓄えたのちに連載を再開するとしている。
2024年6月15日、メインレギュラーとして出演するゲームバラエティ番組『城市捉迷藏』が湖南衛視とMango TVで放送を開始した。6月22日からはコンサートツアー『客厅狂欢巡回演唱会』を再び開催し、広州、鄭州、南京、北京の全国4都市で公演を行う。
2025年3月24日、3度目となるコンサートツアー『宇宙超級無敵大狂歡』の開催を発表する。4月23日には広州、杭州、重慶、太原などのスタジアムを公演会場とすることが発表された。

## 社会活動
インタビューでしばしば「自分の影響力を通じて困っている人々を助けたい」と語っており、実際に多数のチャリティー活動に参加している。
2016年5月18日、重慶市委員会の宣伝部、文明局、観光局、南岸区委員会、南岸区政府が共同で開催した「教養のある旅行で、みんなが礼儀正しく」をテーマとするキャンペーンに参加した。併せて「重慶市文明旅行公益大使」に就任した。同年12月15日、「00後」世代の代表として、北京の国連中国駐在事務所に赴き、「青年は想像 2030の活動」と題する会議に参加した。国連への支援を誓うとともに、青年世代の発展を提唱した。
2017年3月12日、中国共産党青年団中央部、学校部、微博キャンパス、微博チャリティーが共同で開催した「2017 第7回全国大学生緑植物採取大会」で「キャンパスチャリティー大使」に就任した。4月19日、中国障害者福祉基金会、中国肢残者協会、孫楠が共同で開催した「集善扶貧健康行－孫楠・改造未来」の記者会見に出席し、「キャンパス愛心大使」の称号を授与された。会見では孫楠と一緒に基金会の主題歌「親愛な子ども」を歌唱し、4月24日に楽曲を正式リリースした。
同年4月、国連中国駐在事務所で開催された「暢想2030」プロジェクトのイベントに出席し、「持続可能な開発目標（SDGs）」を青年世代に啓蒙したとして国連から優秀提唱者賞を授与される。8月20日、寧夏省で開催されたチャリティーキャンペーン「韓紅愛心百人援寧」に参加し、現場で医療チームのボランティアに加わった。

### ユニセフ親善大使として
2017年6月に国連児童基金（ユニセフ）青年教育特使に任命されて以来、国内外においてユニセフの活動に精力的に協力している。
- 2017年9月4日、広西省でユニセフと中国政府が共同で開催した「愛生学校プロジェクト」に参加し、教育の公平性、質の高い教育、子どもの総合的な発達について意識を啓発した[38]。
- 2018年11月17日、ユニセフ親善大使に任命される（青年教育特使と兼務）[1]。
- 2019年11月20日、ニューヨークの国連本部で開催された「世界こどもの日」を記念する国連総会のハイレベル会合に出席する。世界中の子どもたちが質の高い教育を平等に受けられるように求め、10代の当事者を含むあらゆる年代の人々が「学習の危機」への対処に取り組むべきだと訴えた[39]。
- 2020年11月20日、「世界こどもの日」を記念して世界のユニセフ親善大使が出席したオンライン会議にビデオメッセージを寄せ、新型コロナウイルス感染症の世界的流行や気候変動、教育が子どもたちに与える影響について自らの見解を表明した[40]。
- 2021年11月20日、「世界こどもの日」のためにテーマソング「在未来」を書き下ろし、ユニセフ中国事務所のオンラインイベントで発表した[41]。
- 2022年11月20日、「世界こどもの日」を記念して北京のユニセフ中国事務所で開催されたオンラインイベントに出席し、テーマソング「在未来」を子どもたちと一緒に合唱した。また、子どもたちの将来への希望をめぐって、ユニセフ中国代表アマコベ・サンデや中国人民対外友好協会副会長李錫偉らと意見交換を行った[42]。
- 2024年8月26日 - 30日、マラウイ共和国のユニセフ教育プログラムを視察するため、ムクワラ地域保育センター、ファロンベ保健センター、チクワワ中学校などを訪問する[43]。ユニセフと中国政府の協力の成果を確認するとともに、2019年に発生したサイクロン・イダイの被災者とも面会した[44]。

## 個人賞
| 受賞日        | 賞                                                                                               |
| ------------- | ------------------------------------------------------------------------------------------------ |
| 2016年6月11日 | 「第9回都市至尊音楽ランキング」年度リスナーの最愛の新人（「あなたに出会ったから」）              |
| 2016年9月13日 | 新浪「微博スター白書」2015年・2016年の最大の人気                                                 |
| 2016年9月27日 | 「2016 アジア新曲ランキング」年度十大金曲賞（「あなたに出会ったから」）                          |
| 2017年6月18日 | 「2017 微博映画の夜」人気スター                                                                  |
| 2018年2月10日 | CCTV-15「2017 国際中国音楽ランキング」最優秀シンガーソングライター、最優秀中国楽曲賞（「十七」） |

## ディスコグラフィ

### アルバム
| # | リリース日     | タイトル | 収録曲 | スタッフ |
| - | -------------- | -------- | --- | --- |
| 1 | 2018年1月22日  | 宝贝     | 1. 宝贝 2. 宝贝(星空版) | |
| 2 | 2019年7月30日  | 源       | 1. 源 2. 彩虹云朵 3. 易碎的吻 4. 夜间游泳池 5. 这里 6. 柔 | 1. 作詞・作曲：王源 2. 作詞：王源、作曲：鄭耀・呂明鎮 3. 作詞：HUSH、作曲：HUSH 4. 作詞：陳信延、作曲：鄭楠 5. 作詞：陳信延・陳懐恩、作曲：陳懐恩 6. 作詞・作曲：王源 |
| 3 | 2020年7月16日  | 肆百击   | 1. 四百击 2. 奇妙直播频道 3. 花瓣 | 1. 作詞：葛大为、作曲：曲世聪 2. 作詞：小寒、作曲：廖羽 3. 作詞：王源、作曲：王子 |
| 4 | 2021年12月15日 | 夏野了   | 1. 流星也为你落下来了 2. 一些悲伤又美好的事 3. 疯人公园 4. 飄 5. 你的名字是世界瞒着我最大的事情 6. 希望你聽懂的歌能越少越好 7. HOME（归） 8. 洄（By Now）                   | 1. 作詞：陈令韬・王源・邓波儿、作曲：王源・陈令韬 2. 作詞・作曲：王源 3. 作詞：段思思、作曲：王源・Sihan 4. 作詞：王源、作曲：王源・BowAsWell・Leo1Bee 5. 作詞：王源、作曲：王源・陈令韬・王天放 6. 作詞・作曲：王源 7. 作詞：MARSHALL・王源・GEN NEO梁根榮・AMOS ANG阿莫斯、作曲：HENRY劉憲華・王源・GEN NEO梁根榮・AMOS ANG阿莫斯 8. 作詞：李佳隆・王源、作曲：李佳隆・王源・陳令韜 |
| 5 | 2022年11月8日  | 客廳狂歡 | 1. 奔赴時間盡頭的流螢 2. 參演角色 3. 潛 4. 客廳狂歡 5. 空置狀態 6. 我可以自己點燃火炬 7. 天亮一起追太陽 8. 海風吹                                                           | 1. 作詞：王源・李宗遠・魏楠・楊格・鐘婉芸、作曲：王源・李宗遠・魏楠・楊格・鐘婉芸 2. 作詞：王源・袁景翔・李宗遠・魏楠・楊格、作曲：王源・袁景翔・李宗遠・魏楠・楊格・楊格 3. 作詞：王源・李宗遠・魏楠・楊格・鐘婉芸、作曲：王源・李宗遠・魏楠・楊格・鐘婉芸 4. 作詞：王源・EnjiA、作曲：王源・孫宇辰・BINGO・EnjiA 5. 作詞：王源・李宗遠・魏楠・楊格・鐘婉芸、作曲：王源・李宗遠・魏楠・楊格・鐘婉芸 6. 作詞：王源・川、作曲：小5 7. 作詞：王源・鐘婉芸、作曲：鐘婉芸 8. 作詞：王源・wweimm、作曲：wweimm |
| 6 | 2023年11月8日  | 叮叮貓兒 | 1. 多雲轉晴又轉陰 2. 我在屋頂等雨也等你 3. 我們都會變成雨降落 4. 多云转晴又转阴（instrumental） 5. 我在屋顶等雨也等你（instrumental） 6. 我们都会变成雨降落（instrumental） | 1. 作詞：王源・楊格、作曲：楊格 2. 作詞：王源、作曲：王源・鄭楠 3. 作詞：王源、作曲：王源・鄭楠 4. 作詞：王源・楊格、作曲 5. 作曲：王源・鄭楠 6. 作曲：王源・鄭楠 |

### シングル
| リリース日     | 曲名                           | スタッフ                                                                                   | 備考 |
| -------------- | ------------------------------ | ------------------------------------------------------------------------------------------ | --- |
| 2016年1月13日  | 因为遇见你                     | 作詞・作曲：王源                                                                           | 王源が作詞・作曲した初めての個人シングル 2015年11月8日、15歳の誕生日記念コンサートで初披露                                                                            |
| 2016年10月7日  | 最美的时光                     | 作詞・作曲：王源                                                                           | 重慶南開中学80周年祝賀会にて発表 |
| 2016年11月4日  | 长大以后的世界                 | 作詞：王雅君、作曲：林俊傑                                                                 | 2016年11月8日、16歳の誕生日記念コンサートで発表 |
| 2017年1月18日  | 王牌对王牌                     | 作詞：王雅君、作曲：胡臻                                                                   | バラエティ番組『王牌对王牌』第2シーズン主題歌 王祖藍、宋茜とのデュエット曲                                                                                            |
| 2017年4月24日  | 亲爱的孩子                     | 作詞：娃娃・韓冰、作曲：孫楠                                                               | 「孙楠重塑未来专项基金」テーマソング 孫楠とのデュエット曲 |
| 2017年7月8日   | 阳光不锈                       | 作詞：徐若風・王源、作曲：徐若風                                                           | |
| 2017年10月24日 | 唱响2030                       | 作詞：徐若風・王源、作曲：徐若風                                                           | 「国連の日」テーマソング 「有一天合唱団」として李克勤、容祖児、海清、老狼、馬思純、袁姍姍、袁婭維、張碧晨、李光潔、胡夏、兪灝明、平安、弦子、惠若琪、安琥、馬上と合唱 |
| 2017年10月25日 | 十七                           | 作詞・作曲：王源                                                                           | |
| 2017年10月28日 | 同一屋檐下                     |                                                                                            | リアリティ番組『青春旅社』主題歌 |
| 2017年11月8日  | Sleep                          | 作詞：Afshin Salmani・Josh Cumbee・Chen Huan、作曲：Chen Huan・Afshin Salmani・Josh Cumbee | 全英語詞 |
| 2017年11月20日 | 骄傲                           | 作詞：王源、作曲：趙英俊                                                                   | 母親への気持ちが込められた歌 |
| 2018年3月19日  | 因为遇见你2018版               | 作詞・作曲：王源                                                                           | 映画『遇见你真好』エンディング曲 |
| 2018年6月26日  | 做我自己                       |                                                                                            | QQ会員18周年記念テーマソング |
| 2018年7月20日  | The Wrong Things               |                                                                                            | 全英語詞 |
| 2018年10月30日 | Will You                       |                                                                                            | 全英語詞 |
| 2018年11月6日  | 一样                           | 作詞：王源、作曲：鄭楠                                                                     | |
| 2018年11月12日 | 我的童年                       | 作詞・作曲：王源                                                                           | |
| 2018年11月16日 | 孤注                           | 作詞：張敬豪・王源、作曲：Keith Hetrick                                                    | |
| 2018年11月17日 | 天使                           | 作詞：呉斌・王源、作曲：林采欣・王源                                                       | |
| 2018年12月4日  | 我不知道                       | 作詞：王源、作曲：林采欣                                                                   | |
| 2019年2月23日  | 只要有想见的人，就不是孤身一人 | 作詞：唐恬、作曲：Uru                                                                      | 映画『劇場版 夏目友人帳 〜うつせみに結ぶ〜』プロモーションソング |
| 2019年2月26日  | 哈哈农夫                       | 作詞：唐恬、作曲：翁乙仁                                                                   | バラエティ番組『哈哈农夫』主題歌 |
| 2019年3月16日  | 友谊地久天长                   |                                                                                            | 『Auld Lang Syne』中国語カバー版 |
| 2019年4月12日  | 随想                           | 作詞・作曲：王源                                                                           | 音楽コンテスト番組『我是唱作人』第1回歌唱曲 |
| 2019年4月19日  | 吆不到台                       | 作詞・作曲：王源                                                                           | 音楽コンテスト番組『我是唱作人』第2回歌唱曲 重慶方言によるラップ曲 曲名は重慶方言で「我是最厉害的（私が一番すごい）」の意                                             |
| 2019年4月26日  | 世界上没有真正的感同身受       | 作詞・作曲：王源                                                                           | 音楽コンテスト番組『我是唱作人』第3回歌唱曲 |
| 2019年5月3日   | 姑娘                           | 作詞：王源・趙英俊、作曲：王源                                                             | 音楽コンテスト番組『我是唱作人』第4回歌唱曲 |
| 2019年5月10日  | 滾烫的青春                     | 作詞・作曲：王源                                                                           | 音楽コンテスト番組『我是唱作人』第5回歌唱曲 同年6月9日、スタジオ録音バージョンを発表                                                                                  |
| 2020年6月23日  | 圆舞曲                         | 作詞：火星电台、作曲：安巍・火星电台                                                       | ドラマ『风犬少年的天空』挿入歌 |
| 2020年11月5日  | 在哪里都很好                   | 作詞：葛大为、作曲：王源                                                                   | 蔡健雅とのデュエット曲 |
| 2020年12月20日 | 离家的人才会想听的故事         | 作詞：王源、作曲：常石磊・王源                                                             | 音楽コンテスト番組『我是唱作人』第4回歌唱曲 |
| 2021年3月17日  | 姐姐                           | 作詞・作曲：张楚                                                                           | 映画『シスター 夏のわかれ道』主題歌 |
| 2021年11月20日 | 在未来                         | 作詞：王源・段思思、作曲：王源・Sihan                                                      | 「世界こどもの日」テーマソング |
| 2021年12月7日  | 穿过寒冬拥抱你                 | 作詞：王源・唐恬、作曲：王源・郑楠                                                         | 映画『穿过寒冬拥抱你』主題歌 |
| 2022年5月4日   | 逐光                           | 作詞：赵景怡、作曲：赵佳霖                                                                 | 中国青年報「五四節」キャンペーンソング |
| 2023年6月7日   | 下个路口                       | 作詞：甘世佳、作曲：Ari Leff・Thomas Newman                                                | 映画『マイ・エレメント』中国版テーマソング |
| 2024年2月8日   | 课桌背后                       | 作詞・作曲：王源                                                                           | 新華社・中国青年報共同制作「春節」テーマソング |
| 2024年5月14日  | 年即是念                       | 作詞：林乔・林嘻嘻、作曲：董冬冬                                                           | コンサートツアー『客厅狂欢巡回演唱会』2024年版プレビューソング |

## 出演

### 映画
| 公開年 | 邦題 原題               | 役名             | 備考                   |
| 2016年 | 爵跡 無道王朝伝説 爵迹  | 蒼白少年         | 3Dアニメ映画 声の出演  |
| 2017年 | 在りし日の歌 地久天长   | 劉星（青年時代） |                        |
| 2020年 | 愛しの故郷 我和我的家乡 | 小韓老師         | エピソード「回乡之路」 |
| 2020年 | 爵跡2：冷血狂宴         | 呪夜             | 3Dアニメ映画 声の出演  |
| 2021年 | 1921                    | 鄧小平           |                        |
| 2024年 | 盜火者                  | 李一民           | 主演                   |
| 2024年 | 我看見兩朵一樣的雲      | 阿志             | 主演                   |

### ドラマ
| 放映年 | 邦題 原題                             | 役名               | 備考 |
| 2016年 | 超少年密碼 超少年密码                 | 隋玉 / 002         | 主演 |
| 2016年 | 青雲志 〜天に誓う想い〜 诛仙‧青云志   | 張小凡（少年時代） |      |
| 2016年 | 小別離 小别离                         | 王峻               |      |
| 2017年 | 我们的少年时代                        | 班小松             |      |
| 2020年 | 天帝の剣〜大主宰〜 北靈少年誌之大主宰 | 牧塵               | 主演 |
| 2023年 | 追光的日子                            | 高遠               | 主演 |

### バラエティ
| 放送年 | 番組名                                              | 備考                                               |
| 2016年 | 王牌對王牌 第一季                                   | 『爵迹』宣伝ゲスト 「私は風呂が好き」歌唱 / ダンス |
| 2016年 | 王牌對王牌 第二季                                   | レギュラー（キャプテン）                           |
| 2017年 | 朗読者                                              | 「不思議な羊飼いの少年の旅」朗読 / 国連演説報告    |
| 2017年 | 快乐大本营                                          | ゲスト                                             |
| 2017年 | 青春旅社                                            | レギュラー                                         |
| 2017年 | スター大探偵 明星大偵探                             | ゲスト                                             |
| 2017年 | ミステリー音楽ショー:覆面歌王 蒙面唱將猜猜猜 第二季 | ゲスト                                             |
| 2018年 | 王牌對王牌 第三季                                   | レギュラー（キャプテン）                           |
| 2018年 | 声临其境                                            | ゲスト                                             |
| 2018年 | 我想和你唱 第三季                                   |                                                    |
| 2019年 | 哈哈農夫                                            | レギュラー                                         |
| 2019年 | 我是唱作人 第一季上半部                             |                                                    |
| 2021年 | 谁是宝藏歌手                                        | プレゼンター                                       |
| 2021年 | 奇異劇本鯊                                          | レギュラー                                         |
| 2021年 | 明日創作計劃                                        | 審査員                                             |
| 2024年 | 城市捉迷藏                                          | レギュラー                                         |
| 2025年 | 天賜的聲音 第六季                                   | レギュラー                                         |

### 雑誌
| 発売日        | 雑誌名                | 内容                                                             | 備考                                                                                     |
| ------------- | --------------------- | ---------------------------------------------------------------- | ---------------------------------------------------------------------------------------- |
| 2016年6月     | 『時尚COSMOPOLITAN』  | 正刊表紙、ネット版個人表紙、ポスター、内ページ写真、インタビュー | 「00後」世代のアイドルとして初の5大誌に掲載 48秒間で71,319冊の個人販売量（業界記録更新） |
| 2017年1月     | 『中国青年』          | 正刊表紙、ポスター、内ページ写真、インタビュー                   | 最年少表紙モデル                                                                         |
| 2017年5月     | 『環球人物』          | インタビュー、内ページ写真、ポスター                             | 最年少インタビュー                                                                       |
| 2017年6月     | 『芭莎男士』          | 正刊表紙、ポスター、内ページ写真、インタビュー                   | 「95後」世代のアイドルの個人として初の5大誌表紙モデル                                    |
| 2017年7月     | 『時尚健康』          | 17周年号表紙、内ページ写真、インタビュー、ポスター               | 最年少表紙モデル                                                                         |
| 2017年8月     | 『環球人物』          | サイン表紙、内ページ写真、インタビュー、ポスター                 | 最年少表紙モデル                                                                         |
| 2017年8月     | 『週末画報』          | 表紙、内ページ写真、インタビュー、ポスター                       | 新スタイル挑戦                                                                           |
| 2017年10月    | 『madame FIGARO』     | 表紙、内ページ写真、インタビュー、ポスター                       | 10月号ダブル表紙                                                                         |
| 2017年12月    | 『ハーパーズ バザー』 | 表紙、内ページ写真、ポスター                                     | 12月号ダブル表紙                                                                         |
| 2018年3月     | 『men's UNO』         | 表紙、内ページ写真、ポスター                                     | 3月号ダブル表紙                                                                          |
| 2018年3月     | 『men's UNO Young!』  | 表紙、内ページ写真、ポスター                                     | 3月号ダブル表紙                                                                          |
| 2018年4月     | 『VOGUE Me』          |                                                                  |                                                                                          |
| 2018年5月     | 『YOHO!GIRL』         |                                                                  | 5月号ダブル表紙                                                                          |
| 2018年 no.357 | 『GRAZIA』            |                                                                  |                                                                                          |
| 2018年6月     | 『MILK X Hong Kong』  |                                                                  | 6月号ダブル表紙                                                                          |

### インタビュー
| 日付          | 要旨                                                                             | 会場                           | リリースプラットフォーム |        |
| 2016年2月15日 | 「成功の道は孤独な道である、自分は努力を続けないといけない」                     | 新聞面対面番組                 | 中央テレビ新聞番組       | [ 74 ] |
| 2016年8月31日 | 「努力すればするほど幸せになる」                                                 | 重慶南開中学                   | 重慶南開中学新聞部       | [ 75 ] |
| 2017年2月2日  | 「ニューヨークで感じたことは、暴露は細かい部分を知らせてはくれないということ」   | ニューヨーク国連青年フォーラム | アメリカ中国語網         | [ 76 ] |
| 2017年2月2日  | インタビュー、「2匹のトラ」公開                                                  | 連合国ラジオ                   | 連合国新聞               | [ 77 ] |
| 2017年2月2日  | フォーラム後の感想、「質の高い教育をみんなに」についての見解                     | ニューヨーク国連青年フォーラム | 米東新聞                 | [ 78 ] |
| 2017年2月4日  | 「最も正直な青年アイドルをみせましょう」                                         | ニューヨーク国連青年フォーラム | 北米留学生日報           | [ 79 ] |
| 2017年4月11日 | 「アイドルの意味は自分の力を通してもっと多くの人を助けに行くこと」               | 連合国2017想像2030閉幕式       | 網易生放送               | [ 80 ] |
| 2017年4月14日 | 「10年後には自分の力を通じてもっと多くの人を助けることができる人になっていたい」 | CGTN世界読書日快問快答         | 秒拍                     | [ 81 ] |
| 2017年4月20日 | 「自分の影響力を通じて貧しい子どもたちをもっと助けたい」                         | ニューヨーク国連青年フォーラム | GTNAMERICA               | [ 82 ] |
| 2017年4月27日 | 「映画音楽またはレストランかショベルカー?」                                      | 環球人物                       | 公式のウィチャット       | [ 83 ] |
| 2017年5月3日  | 「国連の傑出した提唱者、青年担当として夢を語る」                                 | 人民日報                       | 時差ゼロスタジオ         | [ 84 ] |
| 2017年5月4日  | 「孤独は強者の勲章、自己は16歳の少年の最も良い姿」                               | 環球人物                       | 騰訊ビデオ               | [ 85 ] |
| 2017年5月7日  | 「大人気かどうかは心配しない。何も疚しいことがなければいい」                     | 環球人物                       | 騰訊ビデオ               | [ 86 ] |
| 2017年5月9日  | 「一緒に最高の自分になろう」                                                     | 学習スタジオ                   | 秒拍                     | [ 87 ] |
| 2017年6月28日 | ユニセフ青年教育特使就任                                                         | UNICEF 国連児童基金            | 秒拍                     | [ 88 ] |